# اوجديرك (أديامان)
اوجديرك (بالكردية: Kîkan‏) (بالتركية: Üçdirek)‏ هي قرية كرديّة تتبع إداريّاً لمديرية أديامان في محافظة أديامان التركية الواقعة في جنوب شرق الأناضول. وبلغ عدد سكانها 11 نسمة في عام 2021.